# Trenette al pesto

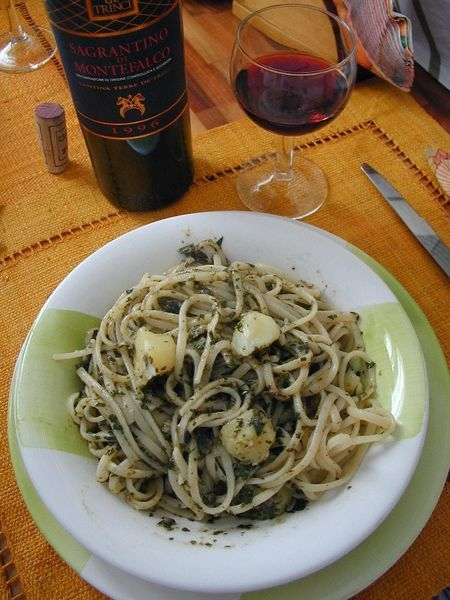
Plato de trenette al pesto.

Los Trenette al pesto (alpestre) (o linguine al pesto) son un tipo de pasta típico de la gastronomía de Liguria.

## Características
Los ingredientes de esta receta son los trenette, que son parecidos a espaguetis salvo porque tienen sección elíptica, y el pesto. La tradición dicta que todas las pastas lleven también algunas judías y al menos una patata cocida y cortada en trozos, que acompañan el plato dándole más sabor e integridad. La misma receta sirve para los linguine, que tienen la misma forma pero son muchos más fines y sutiles.